# Гиробус

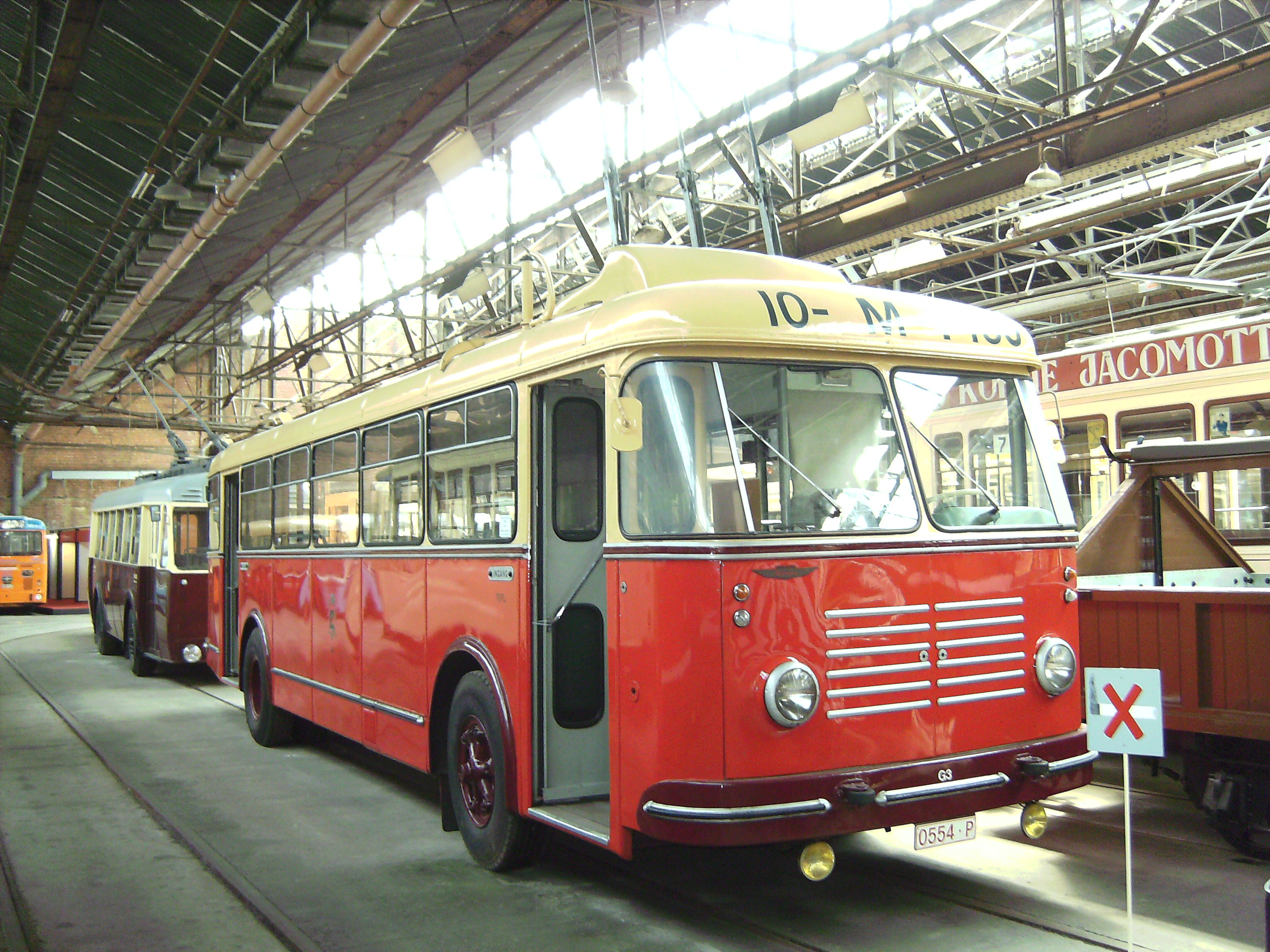
Гиробус G3 — единственный в мире сохранившийся гиробус

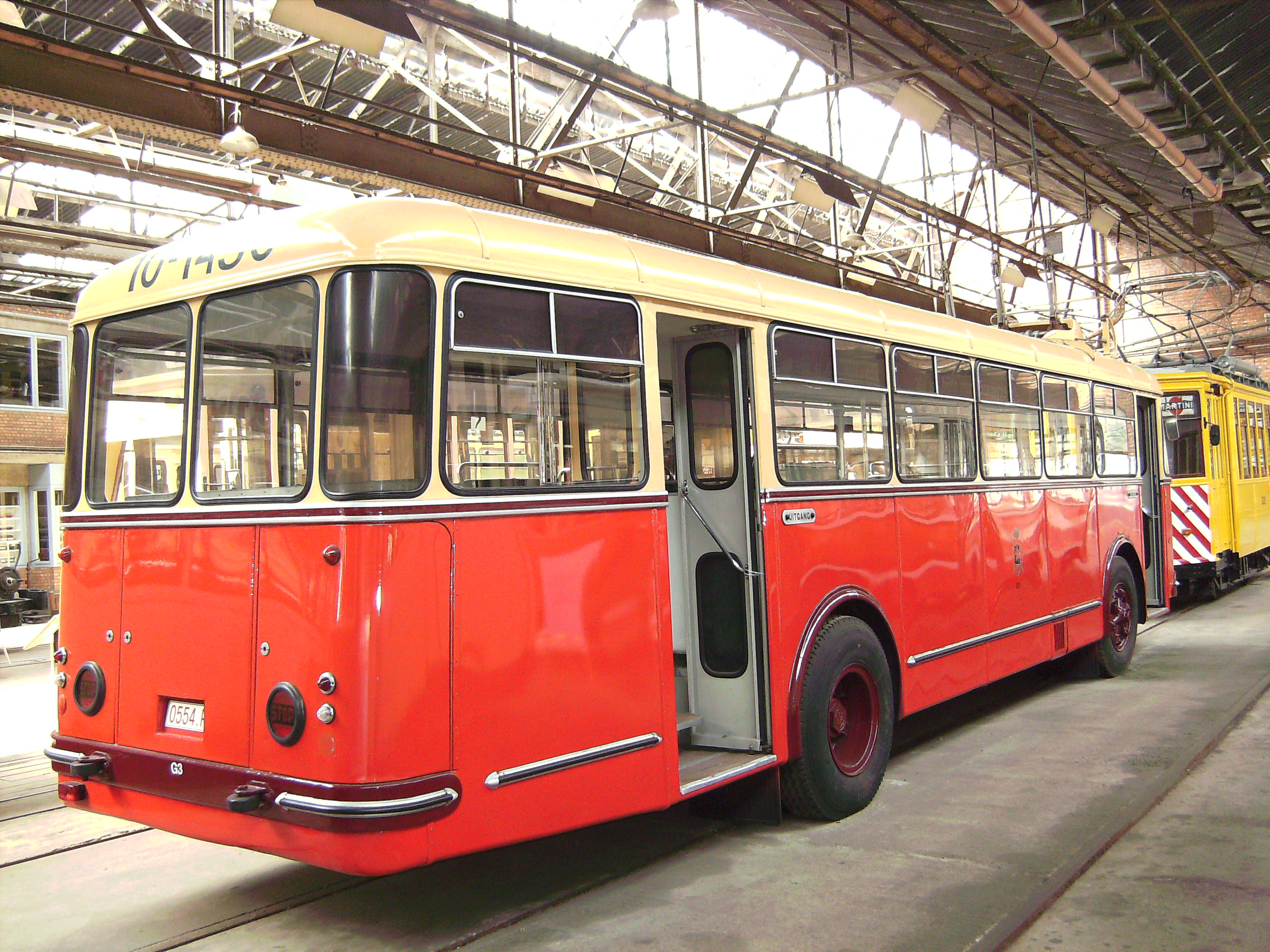

Гиробус (от др.-греч. γῦρος «круг» и -бус) — особый вид автомобиля, а также троллейбуса с автономным ходом, движущийся за счёт кинетической энергии, накопленной вращающимся маховиком, приводящим в движение тяговый генератор. В настоящее время гиробусы не используются, хотя концепт гиробуса является объектом научно-технических изысканий.

## История

### Появление
Концепт автобуса, приводимого в движение маховиком, был разработан швейцарской фирмой Эрликон (Oerlikon) в 1940-х годах. Гиробус был разработан как альтернатива для аккумуляторных автобусов, которые задумывались как альтернатива троллейбусам на тех маршрутах, где строительство контактной сети не было оправдано.
Первые демонстрационные поездки гиробуса (с перевозкой пассажиров) состоялись в 1950 году. В течение ещё четырёх лет демонстрационные поездки устраивались в разных городах.

### Эксплуатация в Швейцарии
Полноценная коммерческая эксплуатация гиробуса началась в октябре 1953 года. Этот маршрут соединял швейцарские коммуны Ивердон-ле-Бан и Грандсон. Однако он имел ограниченный пассажиропоток, и в 1960 году движение гиробусов там было закрыто по экономическим причинам (хотя с технической точки зрения опыт применения гиробусов на этом маршруте был успешным). Ни один из использовавшихся на швейцарском маршруте гиробусов не сохранился, как не сохранился и опытный, демонстрационный экземпляр.

### Эксплуатация в Бельгийском Конго
Вторая гиробусная система была открыта в Леопольдвиле (ныне Киншаса, тогда столица колонии Бельгийское Конго, ныне — Демократическая Республика Конго). В Конго в 1955—1956 годах использовалось двенадцать гиробусов (хотя некоторые источники ошибочно сообщают, что гиробусов было семнадцать), которые обслуживали четыре маршрута. Заправочные станции располагались через каждые два километра. Использовавшиеся в Киншасе гиробусы были самыми большими гиробусами из когда-либо существовавших: они имели 10,4 метров в длину, весили 10,9 тонн и вмещали до 90 пассажиров. Их максимальная скорость составляла 90 километров в час.
Однако гиробусы в Конго быстро изнашивались. Вполне вероятно, что это было связано с привычкой водителей «сокращать» маршрут по дорогам без покрытия, которые превращались в настоящие болота после дождя.
Другими проблемами были поломки подшипников маховика и высокая влажность, которая приводила к перегрузке мотора. Однако закрытие системы было вызвано высоким потреблением энергии. Фирма-эксплуататор сочла, что расход энергии слишком высок (он составлял 3,4 кВт·ч на километр для одного гиробуса). Движение гиробусов в Конго прекратилось летом 1959 года. Ставшие ненужными гиробусы были брошены ржаветь рядом с гаражом.

### Эксплуатация в Бельгии

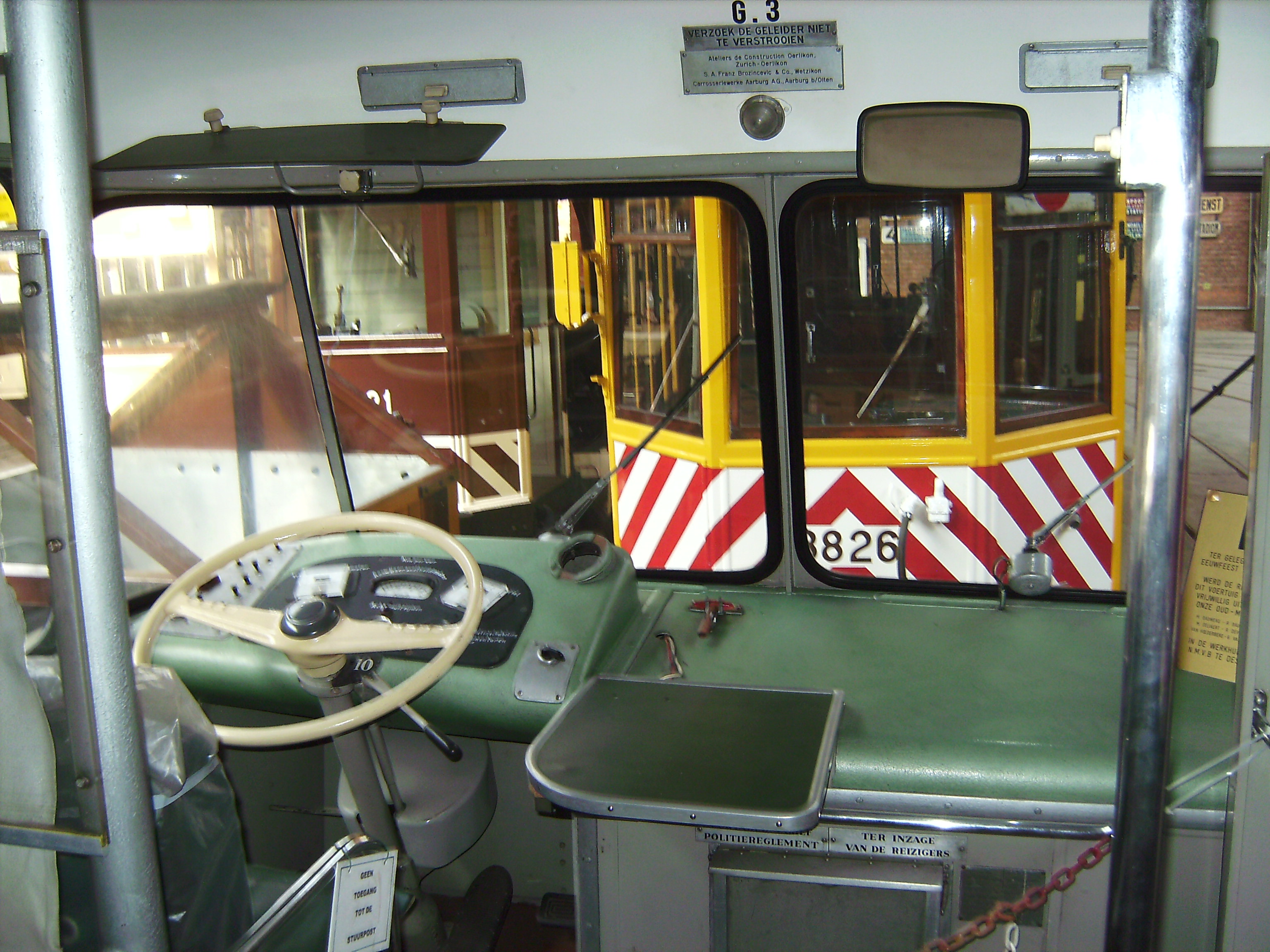
Место водителя гиробуса

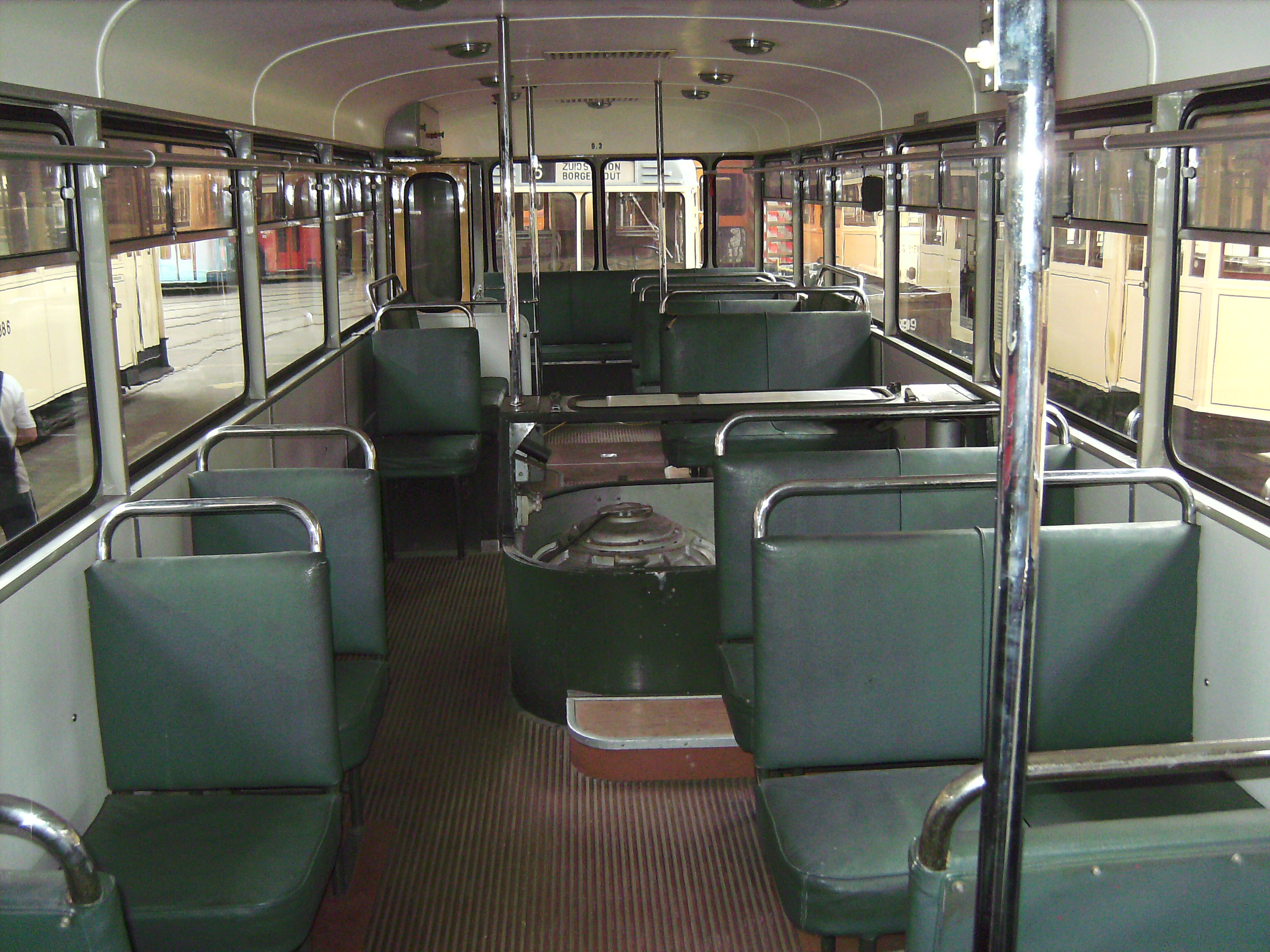
Интерьер гиробуса

Третья и последняя гиробусная транспортная система имелась в Бельгии. Она состояла из одного маршрута (Gent Zuid-Merelbeke Molenhoek) и соединяла город Гент с его предместьем Мерелбеке. Эксплуатировало эту линию Национальное Общество Местных Железных Дорог (оно занималось эксплуатацией междугородных трамваев и автобусов). Подвижной состав состоял из трёх гиробусов, получивших обозначения G1, G2, G3. Для питания гиробусов использовалось напряжение в 380 вольт/50 герц.
Гиробусное движение открылось 10 сентября 1956 года, однако просуществовало оно недолго, до 24 ноября 1959 года.
Имелось несколько причин прекращения использования гиробуса в Бельгии. Прежде всего он отличался высоким потреблением энергии — 2,9 кВт·ч/км, в то время как трамвай, перевозящий большее (в несколько раз) число пассажиров, расходовал 2—2,4 кВт·ч энергии на километр пути. Кроме того, гиробусы были признаны ненадёжными, к тому же на «заправку» уходило непозволительно много времени. Ко всему прочему, из-за большого веса (из-за тяжёлого маховика) гиробус повреждал дороги. Один из гентских гиробусов, G3, был сохранён. Его иногда демонстрируют на различных выставках и других подобных мероприятиях. Сейчас этот гиробус хранится во Фламандском музее трамваев и автобусов в Антверпене.

### Дальнейшее развитие
Несмотря на неудачи, развитие гиробуса не прекратилось полностью.
В 1979 году компания «Дженерал Электрик» (США) заключила с департаментом энергии правительства США четырёхлетний контракт (стоимостью в пять миллионов долларов) на развитие прототипа автобуса с маховиком.
В 1980 году компания «Вольво» проводила эксперименты с маховиком, разгоняемым дизельным двигателем и используемым для рекуперации тормозной энергии. Впоследствии от этого проекта отказались в пользу гидравлических аккумуляторов.
В 2005 году Center for Transportation and the Environment (центр транспорта и окружающей среды), работая совместно с Университетом Техаса в Остине, Центром электромеханики (Center for Electromechanics), Test Devices, Inc., и DRS начал поиски спонсора для финансирования разработки прототипа нового гиробуса.

## Устройство

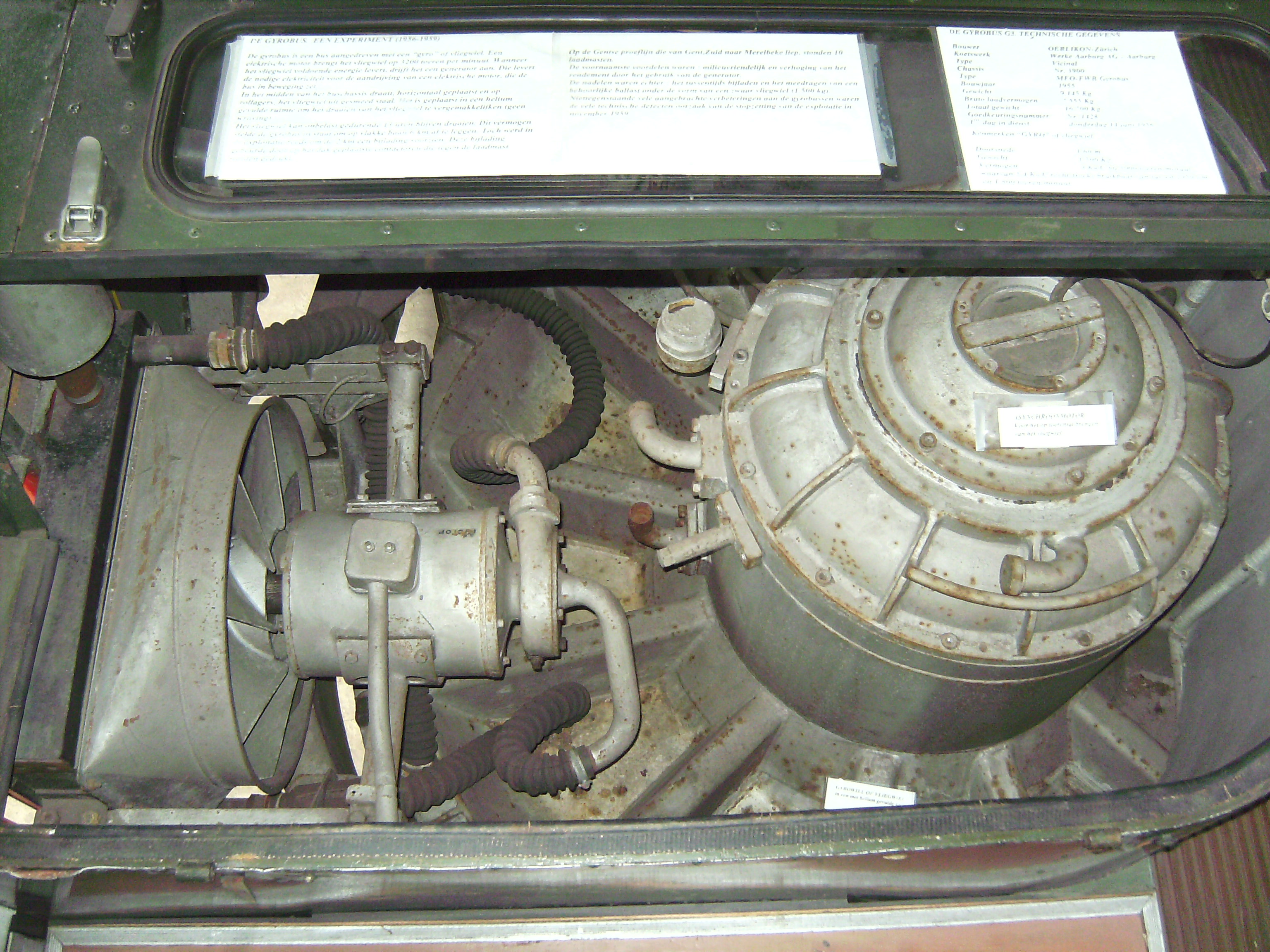
Моторное отделение гиробуса. Справа виден трёхфазный двигатель, ниже него — картер маховика

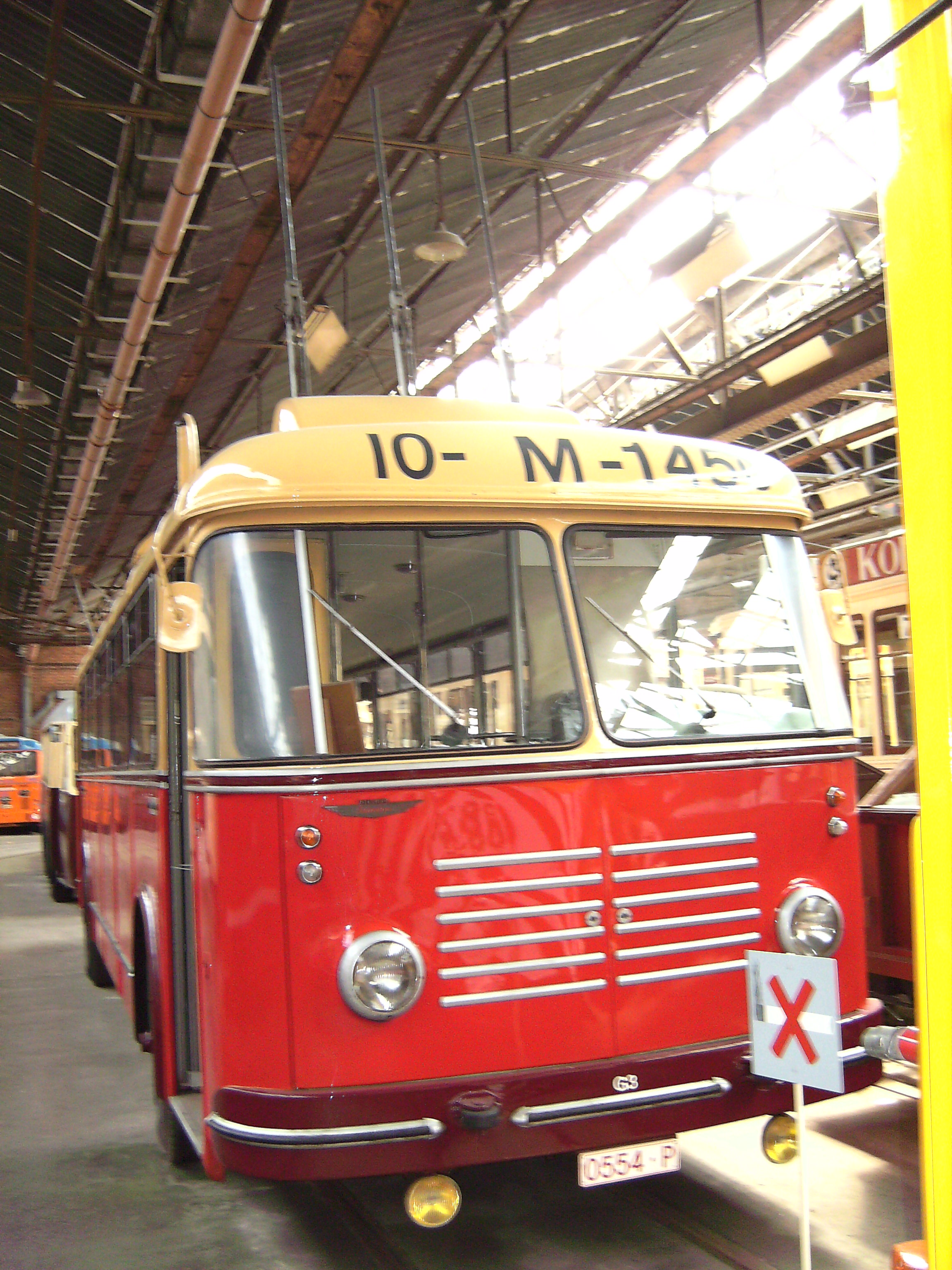
Видны три поднятые заправочные штанги

Аккумулятором энергии для гиробуса является маховик массой примерно в полторы тонны, который разгоняется до 3000 оборотов в минуту мотором-генератором. Трёхфазный мотор-генератор, разгонявший маховик, получал энергию через три короткие штанги, установленные на крыше гиробуса. Он работал в моторном режиме только эпизодически. Для этого вдоль маршрута следования гиробуса оборудовались «заправочные пункты» (обычно на некоторых остановках). На этих пунктах штанги гиробуса поднимались и прикасались к установленным над остановкой контактам трёхфазной электрической сети. После разгона маховика до нужных оборотов штанги опускались, агрегат переключался в режим генератора, и гиробус следовал до следующей «заправки».
При необходимости энергия вращающегося маховика могла отдаваться обратно в сеть.
Гиробус имел электрические тормоза, при торможении производилась рекуперация энергии, что увеличивало запас хода.
«Заправка» гиробуса занимала от 30 секунд до 3 минут. В целях уменьшения её времени напряжение контактной сети было повышено с первоначальных 380 вольт до 500 вольт.
«Заправленный» гиробус мог проехать примерно 6 километров со скоростью в 50—60 км/ч.

## Преимущества и недостатки

### Преимущества
- Бесшумный ход.
- Экологически чистый.
- Не требует непрерывной контактной сети (в отличие от троллейбуса без автономного хода).
- Возможность гибко изменять маршрутную сеть в случае необходимости.

### Недостатки
- Большой вес — гиробус, предназначенный для перевозки 20 человек на 20 километров, должен иметь маховик массой в 3 тонны.
- Вращающийся со скоростью в 3000 оборотов в минуту маховик требует особых мер безопасности (линейная скорость обода маховика достигает 900 километров в час)
- Управлять гиробусом сложно, так как его маховик обладает свойствами гироскопа (стремится сохранять неизменное положение в пространстве).
- Из-за гироскопического эффекта возникают сильные перегрузки и быстрый износ подшипников маховика.

## Автомотрисы с маховиком
«Дальним родственником» гиробуса является автомотриса (самоходный вагон) с маховиком. Такие автомотрисы разрабатывает компания Parry People Movers. Автомотрисы имеют и дизельный двигатель, и маховик. Маховик позволяет рекуперировать энергию при помощи несложной механической трансмиссии (в простейшем случае достаточно вала отбора мощности и муфты сцепления) без использования капризных гидропневматических аккумуляторов или дорогостоящих электронных систем как на гибридных автомобилях, что делает такие автомотрисы дешёвыми, надёжными и экономичными.
В 2008 году английская железнодорожная компания London Midland заказала две автомотрисы Parry People Movers для использования на железнодорожной линии Stourbridge Town Branch Line.